# Eleni Markou
Eleni Markou (griechisch Ελένη Μάρκου, * 29. März 1995 in Kastoria) ist eine griechische Fußballspielerin.

## Karriere

### Vereine
Markou spielte zuletzt im Jahr 2019 für PAOK Thessaloniki in der Alpha Ethniki Gynekon, der höchsten Spielklasse im griechischen Frauenfußball. Während ihrer Vereinszugehörigkeit gewann sie fünfmal, davon dreimal in Folge, die Meisterschaft. Nach Zypern gelangt, kam sie für die Frauenfußballmannschaft von Apollon Limassol zum Einsatz. Mit ihrem Schulabschluss an der 2nd High School of Kastoria im Jahr 2016 begab sie sich in die Vereinigten Staaten. Sie war am Monroe Community College, an der staatlichen Universität im Bundesstaat New York, eingeschrieben. Für das Sport-Team der Bildungseinrichtung, die Tribunes, kam sie in der Spielzeit vom 26. August bis zum 18. November in 19 Meisterschaftsspielen zum Einsatz, in denen sie 29 Tore erzielte.
In der Saison 2020/21 spielte sie für den Bundesligisten SGS Essen, anschließend in der Schweiz für den Erstligisten FC Basel. Für den Ligakonkurrenten FC Zürich war sie in der Saison 2022/23 aktiv. Sie kam in elf von 15 Punktspielen in der regulären Saison zum Einsatz und hatte damit Anteil an der Meisterschaft, die ihre Mannschaft im Finale der Playoffs mit 3:0 über Servette FC Chênois errungen hatte. Nach Basel zurückgekehrt, spielte sie ein zweites Mal für den FC Basel.
Zur Saison 2024/25 wurde sie vom aufstrebenden Verein aus Berlin, dem 1. FC Union Berlin, verpflichtet, der das erste Mal in der 2. Bundesliga vertreten ist.

### Nationalmannschaft
Markou debütierte als Nationalspielerin in der U19-Nationalmannschaft, die das am 20. Oktober 2012 in Gloggnitz mit 1:2 verlorene erste Spiel der ersten EM-Qualifikationsrunde gegen die U19-Nationalmannschaft Österreichs verlor. In den anderen beiden EM-Qualifikationsspielen gegen die U19-Nationalmannschaften Italiens (1:1 am 22. Oktober) und Kasachstans (3:0 am 25. Oktober) wirkte sie ebenfalls mit, wie auch in den drei anstehenden Spielen der 2. Qualifikationsrunde in der Gruppe F. Ein Jahr später wurde sie im zweiten und dritten Spiel der ersten EM-Qualifikationsrunde gegen die U19-Nationalmannschaft Irlands und erneut Kasachstans eingesetzt. Im Spiel gegen die U19-Nationalmannschaft Kasachstans am 26. September 2013 gelang ihr mit dem Treffer zum 3:0-Endstand in der 78. Minute ihr erstes Länderspieltor.
Ihr Debüt in der A-Nationalmannschaft gab sie am 13. Februar 2014 in Komotini im fünften Spiel der WM-Qualifikationsgruppe 5 bei der 0:5-Niederlage gegen die Nationalmannschaft Norwegens; auch im siebten bis zehnten EM-Qualifikationsspiel wurde sie erneut berücksichtigt.
Für die Europameisterschaft 2017 in den Niederlanden bestritt sie alle acht Spiele der Qualifikationsgruppe 3, wie auch alle acht Spiele der Qualifikationsgruppe I für die Europameisterschaft 2022 in England.
Ferner bestritt sie alle drei Spiele der WM-Qualifikationsgruppe 2 für die Weltmeisterschaft 2019 in Frankreich und acht von zehn Spielen in der WM-Qualifikationsgruppe I für die Weltmeisterschaft 2023 in Australien und Neuseeland. Des Weiteren bestritt sie mit ihrer Mannschaft alle sechs Spiele der Gruppe 3, Liga B für die Teilnahme an der Turnierpremiere der UEFA Women’s Nations League. Zuletzt bestritt sie vier von sechs Spielen in der EM-Qualifikationsgruppe 3 für die Europameisterschaft 2025 in der Schweiz.

## Erfolge
- Schweizer Meister 2023
- Griechischer Meister 2013, 2015, 2017, 2018, 2019
- Meister der zweiten Bundesliga 2024/25 und Aufstieg in die Bundesliga